# Data pratti
Data pratti là một loài bướm đêm trong họ Noctuidae.